# جوناثان ليفين (لاعب كرة قدم)
جوناثان ليفين (بالإسبانية: Jonathan Levin)‏ هو لاعب كرة قدم مكسيكي في مركز الوسط، ولد في 6 مايو 1993 في Álvaro Obregón, Mexico City ‏ في المكسيك. لعب مع نادي بويبلا ونادي لاس فيغاس لايتس.

## وصلات خارجية
- جوناثان ليفين على موقع قاعدة بيانات كرة القدم.إي يو (الإنجليزية)
- جوناثان ليفين على موقع Soccerway.com (الإنجليزية)
- جوناثان ليفين على موقع AS.com (الإسبانية)